# قسم باهوكلات الريفي (مقاطعة تشابهار)
قسم باهوكلات الريفي (بالفارسية: دهستان باهوکلات) هي منطقة سكنية تقع في دشتياري في إيران. يقدر عدد سكانها بـ 24,478 نسمة .